# Erik Weispfennig
Erik Weispfennig (né le 13 août 1969 à Iserlohn) est un dirigeant d'équipe cycliste et ancien coureur cycliste allemand. Il a notamment été champion du monde de l'américaine en 2001 avec Stefan Steinweg. De 2006 à 2010, il est directeur sportif de l'équipe Nutrixxion Sparkasse.

## Palmarès

### Championnats du monde
- Maebashi 1990
  -  Médaillé d'argent de la poursuite par équipes amateurs
- Manchester 2000
  -  Champion du monde de l'américaine (avec Stefan Steinweg)

### Championnats d'Allemagne
- 1989
  -  Champion d'Allemagne de l'américaine amateurs (avec Stefan Steinweg)
- 1993
  -  Champion d'Allemagne de poursuite par équipes (avec Lars Teutenberg, Guido Fulst et Stefan Steinweg)
- 1994
  -  Champion d'Allemagne de poursuite par équipes (avec Guido Fulst, Robert Bartko et Andreas Bach)
- 1998
  -  Champion d'Allemagne de l'américaine (avec Stefan Steinweg)